# Ecuación de Euler-Arnold
En física matemática y geometría diferencial, las ecuaciones de Euler-Arnold son una clase de ecuaciones diferenciales parciales (PDP) que describen el flujo geodésico en grupos de Lie de dimensión infinita equipados con métricas invariantes a la derecha. Estas ecuaciones generalizan los sistemas mecánicos clásicos, como el movimiento de cuerpos rígidos y el flujo de fluidos ideales (ecuación de Euler), interpretando su evolución como un flujo geodésico en un grupo de transformaciones. Introducida por Vladimir Arnold en 1966, esta perspectiva unifica diversas EDP que surgen en la dinámica de fluidos, la elasticidad y otras áreas, en un marco geométrico común. En hidrodinámica, sirven para describir el movimiento de inviscos, fluidos incompresibles. Un gran número de resultados relacionados con esto se incluyen en lo que ahora se denomina «teoría de Euler-Arnold», cuya idea principal es interpretar geométricamente las ODE en variedades de dimensión infinita como EDP (y viceversa).
Muchas ecuaciones diferenciales parciales de la dinámica de fluidos son solo casos especiales de la ecuación de Euler-Arnold cuando se observan desde grupos de Lie adecuados: ecuación de Burgers, ecuación de Korteweg-de Vries, ecuación de Camassa-Holm, ecuación de Hunter-Saxton y muchas más.

## Contexto
En 1966, Arnold publicó el artículo «Sur la géométrie différentielle des groupes de Lie de dimension infinie et ses applications à l'hydrodynamique des fluides parfaits» («Sobre la geometría diferencial de los grupos de Lie de dimensión infinita y sus aplicaciones a la hidrodinámica de los fluidos perfectos), en el que presentó una interpretación geométrica común tanto para las ecuaciones de Euler para cuerpos rígidos en rotación y las ecuaciones de Euler de la dinámica de fluidos, lo que vinculó eficazmente temas que antes se consideraban inconexos y permitió encontrar soluciones matemáticas a muchas cuestiones relacionadas con los flujos de fluidos y su turbulencia.

## Detalles matemáticos y ejemplos básicos
Sea {\displaystyle G} un grupo de Lie con álgebra de Lie {\displaystyle {\mathfrak {g}}}. En el caso más básico {\displaystyle G=\operatorname {SO} (3)}, el grupo de rotación (tridimensional), y el álgebra de Lie {\displaystyle {\mathfrak {g}}={\mathfrak {so}}(3)} es el espacio euclídeo tridimensional equipado con el producto cruzado. El tensor de inercia {\displaystyle A} es un operador lineal definido positivo (simétrico) {\displaystyle A:{\mathfrak {g}}\to {\mathfrak {g}}^{*}}. Entonces, el hamiltoniano es
{\displaystyle H={\frac {1}{2}}\langle L,A^{-1}L\rangle }
donde {\displaystyle L} es el momento angular. La idea de Arnold es interpretar este hamiltoniano como un hamiltoniano geodésico de una métrica riemanniana (invariante a la derecha) en el grupo. En el caso del grupo de rotación, estas ecuaciones geodésicas conducen a la ecuación de rotación de Euler (libre) de la cinemática del sólido rígido.
Para ver cómo esto conduce a las ecuaciones cinemáticas, trabajamos en el haz cotangente de {\displaystyle G=\operatorname {SO} (3)}. Esto se trivializa como {\displaystyle T^{*}G=G\times {\mathfrak {g}}.} La configuración del cuerpo es una curva {\displaystyle g=g(t)} en el grupo. La velocidad angular del cuerpo {\displaystyle \omega } se define por
{\displaystyle {\dot {g}}=g\omega .}
Sea {\displaystyle \mu =g^{-1}dg} la forma de Maurer-Cartan. La forma canónica es
{\displaystyle \theta =\langle L,\mu \rangle }
de la que obtenemos la forma simpléctica tomando la derivada exterior
{\displaystyle d\theta =\langle dL,\mu \rangle -{\frac {1}{2}}\langle L,[\mu ,\mu ]\rangle }
mediante la ecuación de Maurer-Cartan.
El diferencial del hamiltoniano es
{\displaystyle dH=\langle \omega ,dL\rangle .}
Ahora consideramos la ecuación de Hamilton {\displaystyle X_{H}\lrcorner d\theta =-dH} para el campo vectorial {\displaystyle X_{H}=({\dot {g}},{\dot {L}})}
Tenemos
{\displaystyle X_{H}\lrcorner d\theta =\langle {\dot {L}},\mu \rangle -\langle dL,g^{-1}{\dot {g}}\rangle -\langle L,[\omega ,\mu ]\rangle =\langle {\dot {L}},\mu \rangle -\langle dL,g^{-1}{\dot {g}}\rangle -\langle \operatorname {ad} _{\omega }^{*}L,\mu \rangle .}
De este modo obtenemos {\displaystyle \omega =g^{-1}{\dot {g}}} and {\displaystyle {\dot {L}}-\operatorname {ad} _{\omega }^{*}L=0}
Para expresarlo en términos más normales en el caso especial en el que
{\displaystyle dH=\langle \omega ,dL\rangle .} y {\displaystyle {\mathfrak {g}}={\mathfrak {so}}(3)}
tenemos {\displaystyle \operatorname {ad} _{\omega }(\cdot )=\omega \times \cdot }, y por lo tanto, como consecuencia de la identidad del producto triple
{\displaystyle \operatorname {ad} _{\omega }^{*}(\cdot )=-\omega \times \cdot }.  La ecuación queda así:
{\displaystyle {\dot {L}}+\omega \times L=0}
reconocible como la ecuación de Euler de la mecánica de cuerpos rígidos.

### Invarianza a la derecha
La invarianza a la derecha de la métrica se debe a que expresa la cinemática del cuerpo en el sistema de referencia (intrínseco) del cuerpo, en convenciones en las que la acción derecha del grupo actúa sobre el haz de referencias, mientras que la acción izquierda correspondería a la transformación del sistema de referencia espacial de un observador externo.

### Caso general
La sección anterior se ha mantenido bastante abstracta, por lo que puede generalizarse a un grupo de Lie arbitrario (de dimensión finita). Este grupo está equipado con un operador de inercia {\displaystyle A:{\mathfrak {g}}\to {\mathfrak {g}}^{*}} que es definido positivo y simétrico. La ecuación de Euler-Arnold es la ecuación geodésica para la métrica riemanniana {\displaystyle \langle x,Ay\rangle .} Exactamente como arriba, la ecuación se lee
{\displaystyle {\dot {L}}-\operatorname {ad} _{\omega }^{*}L=0}
donde {\displaystyle \omega =A^{-1}L.}
Una idea clave es que esta ecuación sigue teniendo sentido «formalmente» cuando el grupo {\displaystyle G} es un grupo de Lie de dimensión infinita, pero realizar un análisis adecuado en ese caso es muy sutil.
En ocasiones, resulta útil reformular la ecuación de Arnold utilizando directamente una métrica riemanniana en lugar de un operador de inercia. Para ello, sea
{\displaystyle A(x,y)=\langle x,Ay\rangle }
donde el emparejamiento de la derecha es entre el álgebra de Lie y su dual. La acción coadjungida se sustituye entonces por un operador {\displaystyle B:{\mathfrak {g}}\times {\mathfrak {g}}\to {\mathfrak {g}}} definido por
{\displaystyle A(B(x,y),z)=A(x,[y,z]).}
Así, {\displaystyle B(x,y)=-A^{-1}\operatorname {ad} _{x}^{*}Ay.}
Con estas convenciones establecidas, la ecuación de Arnold toma la forma simple
{\displaystyle {\dot {\omega }}=B(\omega ,\omega ),}
aunque la conexión con las ecuaciones cinemáticas familiares es menos clara en el ejemplo básico dado anteriormente.

### Flujos de fluidos incompresibles
Cuando el grupo de Lie {\displaystyle G} es el grupo de difeomorfismos suaves que conservan el volumen de un  variedad riemanniana orientada compacta con frontera, se obtiene, al menos formalmente, la ecuación de Euler de la dinámica de fluidos. El álgebra de Lie del grupo son (formalmente) todos los campos vectoriales suaves sin divergencia (tangentes a la frontera de {\displaystyle M}). El Corchete de Lie (campos de vectores) define la estructura del álgebra de Lie. La métrica riemanniana es
{\displaystyle A(X,Y)=\int _{M}(X(m),Y(m))d\mu (m)}
donde, a la derecha, tenemos la métrica riemanniana de {\displaystyle M} y su forma de volumen.
Para la ecuación de Arnold, debemos calcular el operador {\displaystyle B}. Utilizando el hecho de que los campos vectoriales son libres de divergencia, se obtiene
{\displaystyle \int _{M}(X,[X,Z])=\int _{M}(-\nabla _{X}X,Z).}
por lo tanto
{\displaystyle B(X,X)=-\nabla _{X}X-\nabla p}
donde se inserta el término de presión porque el campo vectorial resultante {\displaystyle B(X,X)} debe ser libre de divergencia, y {\displaystyle \nabla _{X}X} no lo es, en general. Podemos escribir esto de forma invariante como 
{\displaystyle B(X,X)=-P(\nabla _{X}X)}
donde {\displaystyle P} es la proyección de Leray.
Entonces tenemos precisamente las ecuaciones de Euler de la dinámica de fluidos
{\displaystyle {\frac {dX}{dt}}+\nabla _{X}X=-\nabla p,\quad (\operatorname {div} X=0)}

### Ecuación de Korteweg-de Vries
Sea {\displaystyle G} el grupo de Virasoro, con el álgebra de Lie de Virasoro representada por pares {\displaystyle (X(x)\partial _{x},a)} donde {\displaystyle X} es una función suave en el círculo, y el corchete de Lie
{\displaystyle [(X\partial _{x},a),(Y\partial _{x},b)]=\left((XY_{x}-YX_{x})\partial _{x},\int _{S^{1}}X'(x)Y''(x)dx\right).}
La métrica invariante por la derecha es
{\displaystyle g(X,Y)={\frac {1}{2}}\left(\int _{S^{1}}X(x)Y(x)dx+ab\right).}
Calculamos el operador {\displaystyle B((X,a),(X,a))}
{\displaystyle g\left(B((X,a),(X,a)),(Z,b)\right)=g\left((X,a),[(X,b),(Z,b)]\right)}
{\displaystyle =g\left((X,a),\left(XZ'-ZX',\int X'Z''\right)\right)}
{\displaystyle =\int (X^{2}Z'-ZXX'+aX'Z'')}
{\displaystyle =\int (-3XX'+aX''')Z.}
Por lo tanto, {\displaystyle B(X,X)=(aX_{xxx}-3XX_{x},0)} y obtenemos la ecuación KdV
{\displaystyle X_{t}=aX_{xxx}-3XX_{x},\quad a_{t}=0.}
Cuando {\displaystyle a=0}, y por lo tanto con la métrica dada aquí en el grupo de difeomorfismos del círculo, sin la extensión central, obtenemos la ecuación inviscida de Burgers. Por otro lado, con la métrica {\displaystyle H^{1}} de Sobolev en el grupo de difeomorfismos, obtenemos la ecuación de Camassa-Holm no dispersiva (derivada de esta manera aquí. La ecuación dispersiva de Camassa-Holm surge de la métrica de Sobolev en el grupo de Virasoro.

### Fundamentos analíticos
Ebin y Marsden (1970) proporcionaron una formulación rigurosa del marco de Euler-Arnold. Demostraron que el grupo de difeomorfismos que conservan el volumen de una variedad riemanniana compacta se convierte en una variedad de Hilbert suave cuando se amplía a una clase de espacio de Sobolev {\displaystyle H^{s}}, para {\displaystyle s>\dim M/2+1}. El espacio tangente correspondiente consiste en campos vectoriales libres de divergencia de clase {\displaystyle H^{s}}, y el producto interno induce una métrica riemanniana invariante a la derecha.
La descomposición de Hodge da lugar a una proyección ortogonal, conocida como proyección de Leray, que permite formular las ecuaciones de Euler de forma clara como una ecuación geodésica. Esto conduce a una versión precisa de la ecuación de Euler-Arnold en la variedad infinita dimensional de difeomorfismos de Sobolev. Ebin y Marsden establecieron que el spray geodésico asociado a esta estructura es suave y no pierde derivadas, lo que garantiza que el problema del valor inicial para las ecuaciones de Euler incompresibles está bien planteado localmente en los espacios de Sobolev, un paso importante hacia la comprensión de la existencia y la regularidad de los flujos de fluidos, tal y como se plantea en el Problema del Milenio: Problema de existencia y suavidad de Navier-Stokes.